# 레이트 쇼 위드 스티븐 콜베어
《레이트 쇼 위드 스티븐 콜베어》(영어: The Late Show with Stephen Colbert)는 CBS에서 2015년 9월 8일부터 방영중인 심야 토크 · 버라이어티 프로그램으로 스티븐 콜베어가 진행한다.
뉴욕 시 에드 설리번 극장에서 녹화하고 평일 미국 동부 표준시 오후 11시 35분, 중부 표준시 오후 10시 35분에 방송된다. 2019년 9월 17일 800회를 맞았다.